# Балтійськ
Балтійськ (рос. Балтийск, до 1946 — Пілла́у, нім. Pillau, пол. Piława, лит. Piluva) — місто в Калінінградській області Росії. Є центром Балтійського району. Населення станом на 2010 рік становило 34 тисячі жителів.
Розташоване на березі Балтійської протоки, що з'єднує Калінінградську (Віслінську) затоку з Балтійським морем. Балтійськ — найзахідніше місто Росії. Великий морський порт, поромний термінал, залізничний вокзал.
У Балтійську розташована найбільша база військово-морського флоту Росії на Балтійському морі. Щорічно проводиться парад кораблів Балтійського флоту, присвячений Дню військово-морського флоту, і фестиваль бардівської пісні «Ухана» на Балтійській косі.

## Назва

### Походження
Сучасне місто Балтійськ було засноване на місці рибальського селища, що знаходилося на березі Віслинської коси, приблизно у 13 столітті. У тодішніх записах село згадане під назвою Піле (прус. Pile) чи Піл (прус. Pil), що походить від пруського слова пілс (прус. pils), яке означає "фортеця". Після завоювання пруських земель Тевтонським Орденом селище зазнало понімечення та дістало німецьку назву Пілау (нім. Pillau).

### Назви іншими мовами
- Пілау (нім. Pillau) — німецька назва
- Пілава (пол. Piława) — польська назва
- Пілува (лит. Piluva) — литовська назва
- Пілява (латис. Piliava) — латиська назва
- Пілава (чеськ. Pilava) — чеська назва

## Поріднені міста

### Чинні договори
- Карлскруна, Швеція
- Ниса, Польща

### Розірвані договори
- Ельблонг, Польща

У 2022 році польське місто Ельблонг розірвало усі договори про партнерство з Балтійськом через вторгнення РФ до України .